# 流星蛺蝶
流星蛺蝶（Dichorragia nesimachus）也稱墨蝶、流墨蛺蝶、电蛱蝶，是流星蛺蝶屬中的一種蝴蝶。

## 描述
本種為中型蛺蝶，無雌雄二型性，雌蝶體型略大，前足跗節具分節與爪。整體體色黑褐，頭部具白條，觸角末端略膨，下唇鬚具毛並帶白紋。胸部與足皆黑褐，前足具白條，雄蝶跗節癒合、刺狀且被毛。腹部褐色，腹面有小白點。
前翅長31-44 mm，呈直角三角形，前緣略凸，外緣與後緣近直。後翅圓扇形，外緣波狀。翅背底色黑褐泛藍，翅面佈滿短線與白、淺藍、藍紫色斑點。中央具一列白（前翅）或藍紫（後翅）斑，內側另有相似斑列，前翅近前緣為長形，後翅則較淡。亞外緣有V字形白紋，外側為白點列，內側為黑斑列。前翅中室有兩條不明顯白線。後翅中央後側有一列深色斑。翅腹色較淡，白紋與斑點更清晰，前翅中室短條紋呈紫色，後翅外側黑斑明顯。緣毛白色鑲褐色。

## 分布
本種分布於中國華南、華東、華西、喜馬拉雅山區、中南半島、日本、朝鮮半島、台灣與東南亞地區。在台灣分布於本島中低海拔地區。

## 亞種
- D. n. artemis
- D. n. baliensis
- D. n. leytensis
- D. n. luzonensis
- D. n. nesimachus
- D. n. formosanus
- D. n. pelurius
- D. n. tanahmasa

## 生態習性
本種以清風藤科植物，如山豬肉、綠樟、筆羅子、紫珠葉泡花樹等為食，一年多世代，成蟲主要在春、夏活動。

## 資料來源
1. ↑  徐堉峰，梁家源，黃智偉，沈宗諭. . 農業部林業及自然保育署. 2021/12. ISBN 9786267100523.
2. 1 2  徐堉峰. . 台中市: 晨星出版社. 2013. ISBN 978-986-177-668-2.

## 外部連結
- 维基共享资源上的相關多媒體資源：流星蛺蝶